# Ферагосто
Ферагòсто (на италиански: Ferragosto) е официален празник, отбелязван на 15 август в цяла Италия, Ватикана, Сан Марино и Kантон Тичино (Швейцария), с древноримски произход. По метонимия това е и периодът на лятната ваканция около този ден, който може да бъде дълъг уикенд (т. нар. „августовски мост“) или голямата част от август. Августовският ден традиционно е посветен на обед-пикник, барбекю, екскурзии извън града, огньове, фойерверки, а предвид сезонните горещини и на освежаващи гмуркания в басейни, морски, речни или езерни води. Широко разпространено е отиването на планина или хълмисти местности в търсене на освежаване.

## Ферагосто от Древен Рим до християнството
Терминът Ferragosto произлиза от латинския израз Feriae Augusti („почивка на Август“), указваща празник, установен от император Октавиан Август през 18 г. пр.н.е., който се  прибавя към другите празници през същия месец, като Виналия рустика, Неморалия или Консуалия. Това е периодът на почивка и празненства, които произлизат от традицията на Консуалия – фестивали, които празнуват края на земеделската работа, посветени на Конс, бог на земята и плодородието. Древният Ферагосто, в допълнение към очевидните цели на политическата самореклама, има за цел да свърже основните августовски празници, за да осигури адекватен период на почивка, наричан още Августалии, необходим след големите усилия, положени в предходните седмици.
По време на тържествата в цялата империя са се организирали конни надбягвания; впрегатните животни (волове, магарета и мулета) са били освобождавани от работа и окичвани с цветя. Тези традиции се възраждат днес, почти непроменени по форма и участие, в „Конно надбягване на Успение Богородично“ („Palio dell'Assunta“), което се провежда в Сиена на 16 август. Наименованието "palio" произлиза от pallium – драпировката от фина тъкан, която е била обичайната награда за победителите в конните надбягвания в Древен Рим.
По повод 15 август работниците са отправяли добри пожелания на господарите, като в замяна са получавали бакшиш. Обичаят се вкоренява толкова силно, че през Ренесанса става задължителен в Папската държава.
Първоначално празникът е на 1 август. Преместването му се дължи на Католическата църква, която иска светският празник да съвпадне с религиозния празник Успение Богородично.

## Ферагосто по време на фашизма
Народната традиция на туристическото пътуване в средата на август се заражда по време на Фашисткия период. Започвайки от втората половина на 1920-те г., през периода от средата на август, чрез фашистките асоциации за извънработни занимания на служещите на различните корпорации режимът организира стотици народни излети. По-специално, от средата на август 1931 г. до септември 1939 г. това е благоприятствано от създаването на специални народни влакове, първоначално само в 3-та класа, със силно намалени цени. Инициативата също така предлага на по-незаможните социални класи възможността да посетят италианските градове или морските или планинските курорти. Офертата е ограничена до дните 13, 14 и 15 август и включва две формули: „Еднодневна екскурзия“ с обхват до около 100 км и „Тридневно пътуване“ с радиус до около 200 км. Те са народно преименувани на „Влакове на Ферагосто“, въпреки че според авторитетни източници през целия летен сезон се прилага народна тарифна схема. Благодарение на тези пътувания много италиански семейства имат за първи път възможността да видят морето, планините и градовете на изкуството; тъй като храната не е включена, се заражда и традицията на обяда-пикник.

## Ферагосто в масовата култура
- В регионите Ломбардия и Пиемонт до първите десетилетия на 20 век има обичай на работодателите да „дават Ферагосто“ (на ломбардски: dà ol faravost), което се състои в даване на възнаграждения в пари или в хранителни продукти на служителите, така че те да могат щастливо да прекарат Ферагосто със семействата си. На строителните площадки към края на юли на най-високата част на строящата се сграда от зидарите е бил закрепван голям клон, известен като „растение на Ферагосто“, което шеговито е напомняло на изпълнителя за предстоящото изплащане на традиционния бакшиш.
- В Торино до средата на 20 век много граждани са отивали да обядват в ресторанта или на пикник в парка на брега на река По в непосредствена близост до църквата „Мадона дел Пилоне“. Този обичай се е наричал на пиемонтски Festa dle pignate a la Madòna dël Pilon или Празник на тенждерите в чест на Мадона дел Пилоне.[8]
- Шествието „Вара ди Месина“, посветено на Успение Богородично, се провежда в Месина
- В Порто Санто Стефано (център на разпръснатата община Монте Арджентарио) на 15 август се провежда Palio Marinaro dell'Argentario – древно състезание по гребане.
- В Сартеано, точно преди залез слънце, се провежда рицарският турнир Giostra del Saracino.
- Своеобразният неаполитански речник La smorfia napoletana, в който на всяка дума отговаря номер от тотото, дава номер 45 на Ферагосто.

## Кулинарни традиции
- Традиционното обедно ястие на Ферагосто е дива свиня с полента. Този обичай, някога широко разпространен в голяма част от Италия и който все още оцелява в някои райони, изглежда е роден във Виареджо в Кафене „Шели“, разположено на едноименния площад.[9]
- Древната традиция на Пиаченца включва приготвянето на т. нар. „Оризова бомба“ с гълъбово месо: нещо като голям купол от ориз, приготвен на фурна, с парчета гълъбово месо вътре.[10] Говори се, че това е било любимото ястие на Изабела Фарнезе.[11]

- В Сицилия се приготвя традиционният десерт gelu di muluna, украсен с лимонови листа и цветя от жасмин.[12]
- В Рим традиционният обяд се състои от задушено пиле с чушки, често предшествано от фетучини с фегатели и последвано от много студена диня.[13]
- Във Фоджа типичното ястие за Ферагосто се състои от galluccio – пълнен петел с тегло около 3 кг, приготвен на фурна с картофи.[14]
- Маргаритките на Стреза са бисквитите, които традиционно се предлагат на гостите от кралица Маргарита по случай приемите на Ферагосто в Кралския дом.[15]
- На Тоскано-Емилианските Апенини на 15 август е обичайно да се пекат и консумират малки сладки анасонови понички, разнообразно опаковани, като например бисквитите на Ферагосто от Питиляно или болонска планинска захарна от Грицана Моранди.[16]

## Ферагосто в музиката
- Операта „Палячи“ от неаполитанския композитор Руджеро Леонкавало се развива точно в деня на 15 август („О, какво хубаво слънце от средата на август!“; „За благочестивата Дева от средата на август!“).
- „Нощ на Ферагосто“ (Notte di Ferragosto) от Джани Моранди
- Ferragosto на Серджо Камариере
- Ferragosto Hate на Примо Браун

## Ферагосто в киното
- „Ферагосто по бикини“ (Ferragosto in bikini) – италианска комедия от 1961 г., режисирана от Марино Джиролами, със сценарий на Тито Карпи и Марино Джиролами, с участието на Валтер Киари, Марио Каротенуто, Валерия Фабрици, Раймондо Вианело, Лаурета Мазиеро, Карло Деле Пиане, Тиберио Мурджа, Тони Учи, Биче Валори и Мариза Мерлини. Филмът включва поредица от характерни герои, които се срещат на плажа на Фреджене (Фиумичино).
- „Изпреварването“ (Il Sorpasso) – италиански филм от 1962 г., режисиран от Дино Ризи, с участието на Виторио Гасман, Катрин Спаак и Жан-Луи Тринтинян. Разказът започва с „В безлюдния Рим в средата на август...“
- Асансьорът (L'ascenscore), трета част  на „Няколко странни случая“ (Quelle strane occasioni) – комедиен филм от три части от 1976 г. Епизодът е режисиран от Луиджи Коменчини и с Алберто Сорди и Стефания Сандрели; разказва за младата Донатела (Сандрели), която остава затворена в компанията на зрял монсеньор (Сорди) в асансьора на изоставена сграда за празника на Ферагосто.
- „Денят на Успение Богородично“ (Il giorno dell'Assunta) от 1977 г., режисиран от Нино Русо с Леополдо Триесте и Тино Скиринци – сюрреалистичен филм, който се развива изцяло на открито, по пустите улици на Рим.
- „Красив пикник“ (Un sacco bello) от 1980 г., режисирана и изпълнен от Карло Вердоне на фона на слънчевия и пуст Рим в средата на август.
- Ferragosto OK от Серджо Мартино от 1986 г., с Мауро Ди Франческо, Ева Грималди, Сабрина Салерно, Алесандра Мусолини, Виторио Марсиля и Маурицио Матиоли
- „15 август“ (Quinze août, 15 août) е френски късометражен филм (10 минути) на драматична тема на режисьора Никол Гарсия през 1986 г. с участието на Ан-Жизел Глас, Никол Гарсия и Жан-Луи Трентинян в ролята на неверния съпруг.
- „15 август“ (15 août) – френски филм, режисиран от Патрик Алесандрен през 2001 г., с Ричард Бери, Жан-Пиер Дарусен и Шарл Берлен, които са изоставени от жените си на 15 август и по този начин са принудени да се грижат за многото си деца.
- „Обяд на Ферагосто“ (Pranzo di ferragosto) от 2008 г., режисиран от Джани Ди Грегорио. Носител на наградата „Венеция Opera Prima Луиджи де Лаурентис“ на 65-ия Международен филмов фестивал във Венеция.

## Ферагосто в литературата
- Алберто Моравия, Scherzi di Ferragosto и Racconti romani, 1954 г.
- Карло Касола, Ferragosto di morte, 1980 г.
- Артуро Карло Джемоло, Scherzo di Ferragosto, 1983 г.
- Ренато Оливиери, Maledetto Ferragosto, 1983 г.
- Рафаеле Крови, Ladro di Ferragosto,  1984 г.
- Паоло Чеволи, Mare mosso, bandiera rossa: Ferragosto a Roncofritto. Romanzo!,  2003 г.
- Андреа Камилери, Notte di ferragosto, 2013 г.
- Лука Ричи, Ferragosto addio!, 2013 г.
- Андреа Витали, Джанкарло Витали, Enigma di ferragosto, 2013 г.